# Diopsiulus jocquei
Diopsiulus jocquei är en mångfotingart som beskrevs av Jean-Paul Mauriès 1985. Diopsiulus jocquei ingår i släktet Diopsiulus och familjen Stemmiulidae. Inga underarter finns listade i Catalogue of Life.